# Lijst van spelers van Centro Deportivo Olmedo
Deze lijst omvat voetballers die bij de Ecuadoraanse voetbalclub Centro Deportivo Olmedo spelen of gespeeld hebben. De namen zijn alfabetisch gerangschikt.

## A
- José Aguirre
- Walter Alcaraz
- Jesús Alcivar
- Danny Álvarez
- Ignacio Amarilla
- Richard Anchundia
- Omar Andrade
- Maximiliano Antonelli
- Raúl Antuña
- Jaime Araujo
- William Araujo
- Kener Arce
- Jose Ardila
- Dennys Armijos
- Andrés Arrunátegui
- Joshua Ayers
- Angel Ayoví
- Arlin Ayoví
- Orlindo Ayovi

## B
- Cristian Badaracco
- Oscar Bagüí
- Manuel Baigorria
- Darwin Bailón
- Alejandro Banegas
- Hernán Barcos
- Juan Barrientos
- Luis Benítez
- Santiago Bianchi
- Elvis Bone
- Leonardo Borja
- Jimmy Bran
- Miguel Bravo
- Freddy Brito
- Mauricio Brito
- Marco Buenaño
- Robert Burbano

## C
- Mauricio Cabezas
- Carlos Caicedo
- Edwin Caicedo
- Francisco Caicedo
- Javier Caicedo
- Luis Caicedo
- Romario Caicedo
- Santos Caicedo
- Santiago Calle
- Geovanny Camacho
- Andrés Campas
- Diego Caneza
- Byron Cano
- Pablo Cantero
- Héctor Carabali
- Cristian Carnero
- Germán Castillo
- Carlos Castro
- Luis Castro
- Lucio Ceresetto
- David Cerutti
- Boris Cevallos
- Ricardo Chavarri
- Ángel Cheme
- Imer Cherrez
- Ronny Chichande
- Javier Chila
- Dennis Corozo
- Jorge Corozo
- Marvin Corozo
- Yason Corozo
- Yonnis Corozo
- Celso Cuero

## D
- Lenin De Jesús
- Gonzalo De Porras
- Nexar Delgado
- Octavio Delgado

## E
- Ángel Escobar
- Edixon Escobar
- Ismael Espiga
- José Esterilla
- José Estrada
- Omar Estrada

## F
- Martín Fabro
- Kléber Fajardo
- Gabriel Fernández
- Julio Fleitas
- Fulton Francis

## G
- Pedro Galván
- Pedro Gámez
- Gonzalo Garavano
- José Garay
- Juan Garay
- John Garcés
- Fausto Gavilánez
- Juan Godoy
- Lucas Godoy
- Cristian Gómez
- Julio Gómez
- Alex González
- Enzo González
- Héctor González
- Luís González
- Rusbel Guerrero
- Juan Guerrón

## H
- Maximiliano Herrera
- Eduardo Hurtado

## I
- Eduardo Iachetti
- Carlos Intriago

## L
- Hernán Lamberti
- Nelson Landriel
- Damián Lanza
- Diego Lara
- Wilmer Lavayen
- Omar Ledesma
- Henry León
- Jorge López

## M
- Jairo Madrid
- Edison Maldonado
- Max Mecías
- Eldis Medina
- Gabriel Méndez
- Manuel Mendoza
- Orfilio Mercado
- Richard Mercado
- Daniel Mina
- Julián Mina
- Mariano Mina
- Roberto Mina
- Sergio Mina
- Cristian Minda
- Jhon Minda
- Juan Molina
- Armando Monteverde
- Cristhian Mora
- César Moreira
- José Moreiras
- Marlon Moreno
- Marco Mosquera
- Jacob Murillo

## N
- Diego Nadaya
- Gustavo Nazareno
- Daniel Neculman

## O
- Carlos Orejuela
- Willy Ortíz

## P
- Óscar Pacheco
- Joffre Pachito
- Christian Palacios
- Eder Palacios
- Guillermo Palacios
- Armando Paredes
- Wellington Paredes
- Edgardo Parisi
- José Perlaza
- Ezequiel Petrovelli
- Gene Pico
- Gonzalo Pizzichillo
- Miguel Prado
- Carlos Preciado
- Hugo Prieto
- Vicente Principiano
- Angel Pután

## Q
- Carlos Quiñónez
- Christian Quiñónez
- Estuardo Quiñónez
- Marco Quiñónez
- Carlos Quintero
- David Quiroz

## R
- Giancarlos Ramos
- Alfredo Ramúa
- Clever Reasco
- Roger Renteria
- Edilberto Riascos
- Esteban Rivas
- Alex Rodríguez
- Fernando Rodríguez
- Luis Rodríguez
- Marcos Romero
- Luis Ruano

## S
- Franklin Salas
- Freddy Samaniego
- Robinson Sánchez
- Fabricio Sánchez
- Santiago Sandoval
- Fernando Sanjurjo
- Carlos Santucho
- Gustavo Savoia
- Hernán Silva
- Eduardo Solis
- Sergio Souza
- Christian Suárez

## T
- Juan Martín Tallarico
- Cristian Tasiguano
- Jhon Tenorio
- Marco Tenorio
- Jorge Torales

## V
- Pablo Vacaría
- Eder Valencia
- Modesto Valencia
- Iván Valenciano
- Jorge Vargas
- Danny Vera
- Enrique Vera
- Joel Vernaza
- Sebastián Vezzani
- Luis Vila
- Ángel Vildozo
- David Vilela
- Mauricio Villa
- Edwin Villafuerte
- Wilfrido Vinces
- Andres Vinueza
- Sergio Viturro

## W
- Polo Wila

## Y
- Carlos Yáñez
- Damián Yáñez

## Z
- Jasson Zambrano
- Luis Zambrano
- Juan Zandona
- Wilmer Zumba